# شبکه اطلاعات ملی (ان‌ای‌تی‌جی‌آرآی‌دی)
شبکه اطلاعات ملی (انگلیسی: National Intelligence Grid) یا به طور اختصاری NATGRID یک ساختار پایگاه داده اصلی اطلاعاتی یکپارچه برای مقابله با تروریسم است که پایگاه داده‌های مختلف آژانس‌های امنیتی اصلی تحت دولت هند را بهمراه جمع‌آوری الگوهای جامع تهیه شده از ۲۱ سازمان مختلف که بطور شبانه‌روزی توسط آژانس‌های امنیتی قابل دسترسی هستند. .
شبکه اطلاعات ملی(NATGRID) پس از حملات ۲۰۰۸ بمبئی به وجود آمد. دولت هند در ژوئیه ۲۰۱۶ اشوک پاتنیک را به عنوان مدیرعامل شبکه اطلاعات ملی (NATGRID) منصوب کرد. این انتصاب به عنوان تلاش دولت برای احیای پروژه تلقی می‌شود. قرار پاتنیک تا ۳۱ دسامبر ۲۰۱۸ معتبر بود. NATGRID از سال ۲۰۱۹توسط آشیش گوپتا افسر سرویس پلیس هند (IPS) اداره می‌شود. وزارت امور داخلی (MHA) در تاریخ ۵ فوریه ۲۰۲۰ در پارلمان اعلام کرد که پروژه NATGRID با تمام زیرساخت‌های فیزیکی مورد نیاز تا پایان مارس ۲۰۲۰ به پایان می‌رسد. کل پایگاه داده اصلی تا ۳۱ دسامبر ۲۰۲۰ فعال خواهد شد. فقط برای افراد مجاز از ده آژانس امنیتی به صورت موردی برای تحقیقات در مورد موارد مشکوک به تروریسم قابل دسترسی است. حدود هفتاد نفر دسترسی دارند.

## دلیل استقرار
حملات ۱۱/۱۱ به بمبئی منجر به آشکار شدن چندین نقطه ضعف در شبکه‌های اطلاعاتی هند شد. NATGRID بخشی از تغییرات اساسی در دستگاه‌های امنیتی هند است که توسط وزیر کشور وقت پی. چیدامبارام در سال ۲۰۰۹ مطرح شد. آژانس ملی تحقیقات (NIA) و مرکز ملی مبارزه با تروریسم (NCTC) دو سازمانی هستند که پس از حملات بمبئی در سال ۲۰۰۸ تأسیس شده‌اند. قبل از حملات بمبئی، یک دیوید کلمن هیدلی ، آمریکایی پاکستانی تبار لشکر طیبه چندین بار به هند سفر کرده بود و مکان‌هایی را که در تاریخ همان تاریخ حملات مورد حمله قرار گرفت، انجام داد. علیرغم اینکه چندین بار به هند سفر کرده و از طریق پاکستان یا غرب آسیا به ایالات متحده بازگشته است، اما سفرهای وی نتوانست سوظن آژانس‌های هندی را ایجاد کند زیرا فاقد سیستمی بودند که می‌تواند الگویی را در برنامه‌های سفر و سفرهای غیرمعمول وی به این کشور نشان دهد. گفته می‌شود که اگر سیستمی مانند NATGRID موجود بود، هدلی قبل از حملات کاملاً دستگیر می‌شد.

## ساختار و توابع
NATGRID یک شبکه اشتراک اطلاعات است که داده‌های پایگاه داده‌های مستقل آژانس‌ها و وزارتخانه‌های مختلف دولت هند را جمع‌آوری می‌کند. این یک اقدام مقابله با تروریسم است که انبوهی از اطلاعات بانک‌های اطلاعاتی دولت از جمله جزئیات مالیات و حساب بانکی، معاملات کارت اعتباری، سوابق ویزا و مهاجرت و برنامه‌های سفر زمینی و هوایی را جمع‌آوری می‌کند. همچنین به شبکه و سیستم‌های ردیابی جرم و جنایت، پایگاه داده‌ای که اطلاعات جرم، از جمله اولین گزارش‌های اطلاعاتی را در ۱۴۰۰۰ ایستگاه پلیس در هند بهم پیوند می‌دهد، دسترسی خواهد داشت. این داده‌های ترکیبی در اختیار ۱۱ آژانس مرکزی قرار خواهد گرفت که عبارتند از: بال تحقیق و تجزیه و تحلیل (R&AW)، اداره اطلاعات (IB)، آژانس تحقیقات ملی (NIA)، دفتر تحقیقات مرکزی (CBI)، دفتر کنترل مواد مخدر (NCB)، واحد اطلاعات مالی (FIU)، اداره اجرای (ED)، هیئت مدیره مالیات‌های مستقیم (CBDT)، هیئت مرکزی مالیات‌های غیرمستقیم و گمرک (CBIC)، اداره اطلاعات درآمد (DRI) و اداره کل اطلاعات GST.
NATGRID در چهار مرحله مختلف در حال اجرا است. دولت اتحاد پیشرو متحد (UPA) برای این پروژه ۳۴۰۰ پوند ترانزیت ترخیص کرد. کمیته امنیت کابینه دو مرحله ابتدایی را در سال ۲۰۱۱ تصویب کرد که تا سال ۲۰۱۴ با هزینه ₹، با ۱۰ آژانس کاربری و ۲۱ ارائه دهنده خدمات به هم متصل شدند در حالی که اولین مجموعه داده‌ها از اوایل سال ۲۰۱۳ قابل بازیابی هستند. سروان P. Raghu Raman (Rtd.) در تاریخ ۱ دسامبر ۲۰۰۹ به عنوان دبیر و مدیر عامل شرکت NATGRID منصوب شد و وظیفه ایجاد شبکه را بر عهده داشت. دوره وی در ۳۱ مه ۲۰۱۴ به پایان رسید. پیش‌بینی می‌شود که اجرای فازهای سوم و چهارم اصلاحاتی در چندین قانون انجام شود تا امکان به اشتراک گذاری و انتقال داده‌ها در مورد مواردی مانند دارایی و جزئیات معاملات بانکی و استفاده از اینترنت فراهم شود. مرکز بازیابی اطلاعات برای NATGRID در بنگالورو است.
برخلاف NCTC یا NIA که آژانس‌های مرکزی هستند، NATGRID اساساً ابزاری است که سازمان‌های امنیتی را قادر می‌سازد تا اطلاعات مربوط به مظنونان تروریسم را از مجموعه داده‌های مختلف سازمان‌ها و خدمات مختلف در کشور پیدا و به دست آورند. این امر به شناسایی، دستگیری و پیگرد قانونی تروریست‌ها کمک خواهد کرد.

## مخالفت
NATGRID به اتهام نقض احتمالی حریم خصوصی و درز اطلاعات شخصی محرمانه با مخالفت روبرو شد. همچنین با توجه به اینکه هیچ آژانس دولتی یا نیروی پلیس به پایگاه داده دسترسی ندارد، کارایی آن در جلوگیری از ترور نیز زیر سؤال رفته‌است، بنابراین شانس اقدامات فوری و م reducingثر را کاهش می‌دهد. NATGRID ادعا می‌کند که توسط چندین محافظ ساختاری و رویه ای و مکانیسم‌های نظارتی از جمله ممیزی‌های خارجی و پادمان‌های فناوری محافظت می‌شود.